# Антті Аматус Аарне
А́нтті Ама́тус А́арне (фін. Antti Amatus Aarne; 5 грудня 1867, Порі, Фінляндія — 5 лютого 1925, Гельсінкі) — фінський фольклорист, філолог та систематизатор сюжетів.

## Біографічні дані
У 1893—1898 роках навчався у Санкт-Петербурзі.
У 1908 році — захистив докторську дисертацію на тему «Порівняльне вивчення казок». 
З 1911 року — зайнявся викладацькою діяльністю, читав предмет «фінська та порівняльна фольклористика» в Гельсінському університеті.
Від 1922 року — професор Гельсінського університету. 

## Діяльність
Представник фінської історико-географічної школи у фольклористиці. Застосував до вивчення казок, пісень, загадок порівняльний метод. Його каталог казкових сюжетів, пізніше ґрунтовно доповнений американським фольклористом С. Томпсоном, ліг в основу системи укладання покажчиків казкових сюжетів, що дістала назву системи Аарне — Томпсона.
Каталог високо оцінив Володимир Гнатюк, який у рецензії, надрукованій у «Записках НТШ» (1912, том 109), вважав його основою для укладання національних каталогів казкових сюжетів. За системою Аарне — Томпсона Гнатюк планував укласти каталог українських казок. Однак цей задум через матеріальні проблеми залишився нереалізованим.
Каталог Аарне в наукових фольклористичних колах сприйняли неоднозначно. Офіційна радянська фольклористика визнала систему Аарне — Томпсона реакційною та декандентською. Тільки згодом радянські укладачі казкових сюжетів повернулися до системи Аарне. Скористався нею Микола Андреєв, укладаючи покажчики російських і українських казкових сюжетів. Останній залишився неопублікованим і частково був використаний при укладанні української частини видання «Сравнительный указатель сюжетов. Восточнославянская сказка» (Ленінград, 1979).
Цікаво, що Аарне був одним з перших науковців, які почали займатись вивченням фольклору саамів.

## Роботи
- Дисертація «Порівняльне вивчення казок» (нім. Vergleichende Märchenforschung, 1907)
- «Покажчик казкових типів» (нім. Verzeichnis der Märchentypen, 1910)
- «Чарівні дари»(нім. Die Zaubergaben, 1910)
- «Основи порівняльного вивчення казок» (нім. Leitfaden der vergleichenden Märchenforschung, 1913)
- «Подорож тварин» (нім. Die Tiere auf der Wanderschaft, 1913)
- «Огляд літератури про казки» (1914)
- «Багач і його зять» (нім. Der reiche Mann und sein Schwiegersohn, 1916)
- «Порівняльне вивчення загадок» в 3-х томах (нім. Vergleichende Rätselforschungen I−III, 1918−1919)